# Pinellia
Genre
Classification phylogénétique
Pinellia est un genre de la famille des Araceae, apparenté aux arisémes (Arisaema). Les quelque 10 espèces sont originaires d’Extrême Orient (Chine, Corée, et Japon).
Les Pinellia se différencient des arisémes par le fait que leurs feuilles n’entourent pas la base de la tige. La spathe élancée, qui ressemble à celle de Arisaema dracontium, est largement dépassée par le spadice étroit et dressé ; le tout évoquant une tête de serpent.

## Les espèces
- Pinellia ternata (Thunb.) Makino ex Breitenbach
- Pinellia cordata N.E. Br. (Syn. Pinellia browniana Dunn) à feuilles cordées
- Pinellia integrifolia N.E. Br. à feuilles hastées
- Pinellia koreana K.H. Tae & J.H. Kim[1]
- Pinellia pedatisecta Schott (Syn. Pinellia wawrae Engl.) à feuilles digitées, comme celles d’Arisaema dracontium
- Pinellia peltata C. Pei à feuilles peltées
- Pinellia polyphylla S.L. Hu
- Pinellia tripartita (Blume) Schott à feuilles trifoliées acuminées
- Pinellia yaoluopingensis X.H. Guo & X.L. Liu
- Pinellia zhiguiensis[2]

## Culture
Les Pinellia, moyennement rustiques, sont rarement cultivées chez nous.
Pinellia ternata, qui produit des bulbilles à la base du pétiole et au point d’union des trois folioles, peut devenir envahissante voire se comporter via le sarclage comme une véritable mauvaise herbe. Les autres espèces ne présentent pas cet inconvénient.

## Sources
- Deni Brown, Aroids – Plants of the Arum Family (Second Edition), Timber Press, 2000  (ISBN 0-88192-485-7)
- Daniel J Hinkley, The Explorer’s Garden - Rare and Unusual Perennials, Timber Press 1999,  (ISBN 0-88192-426-1)
- Réginald Hulhoven, Les arums et autres aracées des régions tempérées, Les Jardins d'Eden, 17: 16-23, 2003